# Ronnie Hawkins
Ronnie Hawkins (Huntsville, 1935. január 10. – Peterborough, 2022. május 29.) amerikai-kanadai rockzenész, énekes, szövegíró.

## Pályafutása
A The Band együttessel vált híressé. Az együttes az 1960-as és 1970-es évek egyik meghatározó kanadai-amerikai rockzenekara volt.
Zenéjük az amerikai népzenéből, a bluesból, a gospelből eredeztethető. 1965-ben Bob Dylannel léptek fel, akit 1966-os világkörüli turnéjára is elkísértek. 1967-ben stúdiófelvételeket is készítettek, amelyek – szerzői jogi viták miatt csak 1975-ben, „The Basement Tapes” címmel – jelentek meg.
Hawkins eleinte Carl Perkins és Conway Twitty mellett játszott, majd a Ronnie Hawkins és a Hawks együttes vezetője lett, majd 1963-ban The Band néven fontos függetlenné és jelentős együttessé váltak.

## Albumok
- 1959: Ronnie Hawkins
- 1960: Mr. Dynamo
- 1960: Folk Ballads of Ronnie Hawkins
- 1961: Sings the Songs of Hank Williams
- 1963: The Best
- 1964: Mojo Man
- 1970: The Best
- 1970: Ronnie Hawkins
- 1971: The Hawk
- 1972: Rock and Roll Resurrection
- 1974: Giant of Rock'n Roll
- 1977: Rockin'
- 1979: The Hawk
- 1981: A Legend in His Spare Time
- 1982: The Hawk and Rock
- 1984: Making It Again
- 1987: Hello Again... Mary Lou
- 1995: Let It Rock
- 2002: Still Cruisin'

## Díjak
- 1984: Juno Award for Making it Again
- 1996: Walt Grealis Special Achievement Award, Canadian Academy of Recording Arts and Sciences, presented at the Juno Awards of 1996
- 2007: Special Achievement Award, Society of Composers, Authors and Music Publishers
- 2013: Officer of the Order of Canada

## További információ
- Hivatalos oldal
- Ronnie Hawkins a PORT.hu-n (magyarul)
- Ronnie Hawkins az Internet Movie Database-ben (angolul)
- Ronnie Hawkins a Rotten Tomatoeson (angolul)